# Turritopsis rubra
Turritopsis rubra è un idrozoo della famiglia Oceaniidae. Potrebbe essere conspecifica con la T. pacifica.

## Descrizione
La medusa adulta misura al massimo 7mm, con un'ombrella conica o appiattita. Dispone di fino a 120 tentacoli, disposti su una o due file. Lo stomaco e le gonadi sono di un rosso brillante.

## Ciclo vitale
I sessi sono, nella T. rubra, separati. Le femmine depongono delle larve che si trasformano rapidamente in planule, che poi diventeranno polipi primari.

## Distribuzione
La T. rubra è presente nelle acque della Nuova Zelanda e della Tasmania.
Il genere Turritopsis si pensa abbia origini nell'Oceano Pacifico e si è diffuso poi in tutto il mondo, generando specie diverse.